# Letzte Instanz
Letzte Instanz (que en alemán significa Último instante) es un grupo de heavy metal y rock alemán que destaca principalmente por el notable uso del violín y el violoncello en su música. Surgieron en Dresden a mediados de los 90 y hasta la fecha han editado un total de 13 discos de estudio siendo Morgenland de 2018 el más reciente. También se han editado discos en directo y DVD en directo.

## Miembros

### Actuales
- Holly Loose - voz principal (2004-presente)
- Oli - guitarras (2002-presente)
- M. Stolz - violín (1996-presente)
- Benni Cellini - violoncello (1997-presente)
- Michael Ende - bajo (2004-presente)
- Andy Horst - batería (2015-presente)

### Antiguos miembros
- Hörbi - voz principal (1996-1997)
- Tin Whistle - guitarras (1996-2004)
- Kaspar Wichman - bajo (1996-1999)
- Markus G-Punkt - batería (1996-2001)
- Holly D. - rapeos (1997-2014)
- Robin Sohn - voz principal (1997-2004)
- Rasta F. - bajo (1999-2001)
- FX - bajo (2001-2004)
- Specki T.D. - batería (2001-2009)
- David Pätsch - batería (2010-2015)

## Discografía

### Discos de estudio
- Aufstand der Zwerge (Revuelta de los enanos) - 1996
- Brachialromantik (Romanticismo brutal) - 1998
- Das Spiel (El juego) - 1999
- Kalter Glanz (Brillo frio) - 2001
- Götter auf Abruf (Dioses de guardia) - 2003
- Ins Licht (Hacia la luz) - 2006
- Wir sind Gold (Somos de oro) - 2007
- Schuldig (Culpable) - 2009
- Heilig (Sagrado) - 2010
- Ewig (Eterno) - 2012
- Im Auge des Sturms (En el ojo de la tormenta) - 2014
- Liebe im Krieg (Amor en la guerra) - 2016
- Morgenland (Oriente) - 2018
- Ehrenwort (Palabra de honor) - 2021

### Discos en directo
- Live - 2004
- Die weiße Reise: Live in Dresden - 2008
- Schuldig – Touredition - 2009

### Recopilatorios
- Das weisse Lied (La canción blanca, disco acústico) - 2007
- 15 Jahre Brachialromantik (15 años de romanticismo brutal) - 2013

### DVD
- Live - 2004
- Weißgold - 2008
- 15 Jahre Brachialromantik - 2014
- M'era Luna 2016 - 2018

### Sencillos
- 2001: Kopfkino
- 2005: Sonne
- 2006: Das Stimmlein
- 2007: Wir sind allein
- 2008: Flucht ins Glück
- 2009: Finsternis
- 2010: Schau in mein Gesicht
- 2011: Neue Helden
- 2012: Von Anfang an
- 2014: Traum im Traum
- 2014: Hurensöhne (Original: Silly)
- 2016: Liebe im Krieg
- 2016: Weiß wie der Schnee
- 2016: Wir sind eins
- 2017: Children (feat. Orphaned Land)
- 2018: Mein Land